# Majakovskoe
Majakovskoe (Маяковское) è un comune della Russia, posto nell'Oblast' di Kaliningrad.
Storicamente appartenuta alla Germania, fu nota fino al 1945 con il nome di Nemmersdorf.